# Janvier 2015

## Évènements
- 1er janvier :
  - la Lettonie prend la présidence tournante de l'Union européenne et succède à l'Italie.
  - la Lituanie abandonne le litas et devient le 19e pays membre de la zone euro.
  - entrée en vigueur de l'Union économique eurasiatique entre la Biélorussie, le Kazakhstan et la Russie.
  - instauration d'un salaire minimum de 8,50 € en Allemagne[1].
  - En France : entrée en vigueur « prévue » du Collège de l'instruction, et suppression de la Juridiction de proximité avec sa transformation en juge de proximité.
  - en Belgique, la ville de Mons devient capitale européenne de la culture pour un an.
  - l'Australie interdit les cabines de bronzage aux UV[2].
  - l'ancienne gouverneure générale du Canada Michaëlle Jean devient la nouvelle secrétaire générale de l'Organisation internationale de la francophonie, elle succède à l'ancien président sénégalais Abdou Diouf.
  - la ministre de la Justice et de la Police Simonetta Sommaruga devient présidente de la Confédération suisse pour l'année 2015. Elle succède à Didier Burkhalter tandis que le ministre de l'Économie Johann Schneider-Ammann devient vice-président succédant à Sommaruga.
- 3 au 7 janvier : au Nigeria, la base militaire et la ville de Baga sont prises d'assaut par les forces de Boko Haram qui massacrent pendant plusieurs jours entre plusieurs centaines et 2 000 civils.
- 4 au 26 janvier : Coupe d'Asie de football en Australie.
- 4 janvier :
  - lors de ce deuxième tour des élections législatives en Ouzbékistan, sur les 22 sièges restants à attribuer, le Parti démocratique national d'Ouzbékistan du premier ministre Shavkat Mirziyoyev remporte le plus de sièges soit 8 sièges. Les autres partis se répartissent les 14 autres sièges.
  - le pape François annonce la création de 20 nouveaux cardinaux dont 15 électeurs (5 européens, 3 asiatiques, 3 sud-américains, 2 africains et 2 océaniens).
  - des archéologues annoncent la découverte de la tombe de la reine de l’Égypte antique Khentkaous III, jusqu’alors inconnue.
- 5 janvier : le président tunisien Béji Caïd Essebsi charge l'ancien ministre, l'indépendant Habib Essid de former un gouvernement issu des élections législatives d'octobre dernier.
- 7 janvier : un attentat au siège de Charlie Hebdo à Paris fait 12 morts dont les dessinateurs et journalistes Charb, Cabu, Tignous, Wolinski et Honoré et deux chroniqueurs du journal, Bernard Maris et Elsa Cayat et 11 blessés dont 4 sont dans un état grave.
- 8 janvier :
  - l'ancien ministre Maithripala Sirisena du parti Nouveau Front démocratique remporte l'élection présidentielle au Sri Lanka dès le premier tour avec 51,28 % des voix face au président sortant Mahinda Rajapakse qui ne recueille que 47,58 %.
  - en France :
    - la journée est jour de deuil national « en hommage aux victimes de l'attentat commis à Paris le 7 janvier 2015 »[3].
    - Amedy Coulibaly, terroriste en lien avec l'attentat contre Charlie Hebdo, tue une policière à Montrouge. Il blesse aussi gravement un agent et un coureur à pied[4],[5].

  - le Premier ministre malien Moussa Mara démissionne. Le président Ibrahim Boubacar Keïta le remplace le lendemain par Modibo Keïta, haut représentant de ce dernier pour les pourparlers de paix entre le gouvernement et les groupes armés du nord du pays. Keïta a déjà occupé le poste de Premier ministre entre mars et juin 2002.
- 9 janvier :
  - double prise d’otages à Paris et à Dammartin-en-Goële, dans le cadre de l’attentat contre Charlie Hebdo, deux jours plus tôt.
  - Maithripala Sirisena entre en fonction comme nouveau président du Sri Lanka. Il succède à Mahinda Rajapakse battu à la présidentielle. Le même jour, il nomme un nouveau Premier ministre en la personne de Ranil Wickremesinghe qui fut chef du gouvernement entre mai 1993 et août 1994 et entre décembre 2001 et avril 2004. Ce dernier succède à D. M. Jayaratne.
  - Michel Mayor reçoit la médaille d’or en astronomie de la Royal Astronomical Society.
- 10 janvier : un attentat à la bombe à Tripoli fait 9 morts.
- 10 et 11 janvier : les manifestations dites « marches républicaines », organisées à la suite des attentats de janvier 2015 en France, deviennent la plus grande mobilisation jamais recensée en France selon le ministère de l'Intérieur.
- 11 janvier : l'ancienne ministre Kolinda Grabar-Kitarović remporte le second tour de l'élection présidentielle en Croatie avec 50,74 % des voix face au président sortant Ivo Josipović qui obtient 49,26 %. Grabar-Kitarović devient la première femme élue au suffrage universel direct dans son pays mais aussi dans les Balkans.
- 12 janvier : le Premier ministre malgache Roger Kolo présente sa démission et celle de son gouvernement au président Hery Rajaonarimampianina qui l'accepte.
- 13 janvier : en Ukraine, l'attaque d'un bus transportant des civils à une soixantaine de kilomètres au sud de Donetsk fait douze morts[6].
- 14 janvier :
  - le président haïtien Michel Martelly dissout le Parlement après l'échec de négociations en vue de prolonger l'actuelle législature et éviter une aggravation de la crise politique. Le président Martelly doit désormais gouverner par décret. Des élections législatives doivent avoir lieu prochainement, en effet celles-ci auraient déjà dû être organisées depuis 3 ans.
  - le président italien Giorgio Napolitano, 89 ans, démissionne de ses fonctions de Chef de l'État. Le président du Sénat Pietro Grasso assure l'intérim jusqu'à l'élection d'un nouveau président par le collège électoral.
  - l'homme d'affaires Jean Ravelonarivo est nommé nouveau Premier ministre de Madagascar par le président Hery Rajaonarimampianina. Il entre en fonction le 17 janvier et succède au démissionnaire Roger Kolo.
  - le cours plancher entre le franc suisse et l’euro défini par la Banque nationale suisse est aboli.
- 15 janvier :
  - Filipe Nyusi entre en fonction comme nouveau président du Mozambique, succédant à Armando Guebuza.
  - la police fédérale belge mène des opérations anti-terroristes simultanées à Verviers, Molenbeek-Saint-Jean, Anderlecht, Bruxelles-ville, Berchem-Sainte-Agathe et Liedekerke. À Verviers, deux djihadistes liés à l'État islamique sont tués dans l'assaut donné par la police. Treize autres personnes sont privées de liberté[7],[8].
- 16 janvier : l'ancien maire de Port-au-Prince Evans Paul entre fonction comme nouveau Premier ministre d'Haïti, il succède à Florence Duperval Guillaume qui assurait l'intérim après la démission de Laurent Lamothe.
- 17 janvier :
  - Marie-Noëlle Koyara est nommée ministre de la Défense en Centrafrique. C'est la première fois qu'une femme occupe ce poste depuis l'indépendance du pays en 1960, elle succède à Aristide Sokambi.
  - le nouveau président du Mozambique Filipe Nyusi nomme Carlos Agostinho do Rosário comme Premier ministre. Celui-ci est investi le 19 janvier et succède à Alberto Vaquina.
  - 45 églises sont incendiées dans des émeutes « anti-Charlie » à Niamey au Niger ; le bilan des émeutes dans tout le pays s'établit le jour même à cinq morts et 128 blessés[9].
- 18 janvier : le pape François célèbre une messe devant plus de 6 millions de personnes au cours de son voyage aux Philippines.
- 19 janvier :
  - érection de l'Église catholique érythréenne.
  - des manifestations éclatent en République démocratique du Congo contre la modification de la loi électorale qui instaurerait un recensement de la population avant l'élection présidentielle, ce qui permettrait d’allonger le mandat du président Joseph Kabila.
  - l'humanitaire française Claudia Priest en mission pour l'ONG médicale catholique CODIS est enlevée par un groupe d'hommes armés, des miliciens chrétiens anti-balaka à Bangui, la capitale de la République centrafricaine. Elle est finalement libérée saine et sauve le 23 janvier.
- 19 et 20 janvier : prise du palais présidentiel par les Houthis lors du conflit contre le gouvernement yéménite.
- 20 janvier : le ministre de la Défense et de la Justice Edgar Lungu du Front patriotique remporte de peu l'élection présidentielle en Zambie avec 48,33 % des voix face au leader du Parti unifié pour le développement national Hakainde Hichilema qui obtient 46,67 %.
- 22 janvier : le Premier ministre yéménite Khaled Bahah et son gouvernement démissionnent. Quelques heures après, le président Abdrabbo Mansour Hadi démissionne à son tour. Il explique sa décision par le fait que l'entrée des miliciens chiites dans Sanaa le 21 septembre dernier affecte le processus de transition politique et affirme donc ne plus pouvoir remplir ses responsabilités. Leurs démissions sont cependant refusées par le Parlement.
- 22 au 25 janvier : 44e Forum économique mondial à Davos.
- 23 janvier :
  - mort du roi Abdallah ben Abdelaziz Al Saoud d'Arabie saoudite, son demi-frère Salmane ben Abdelaziz Al Saoud lui succède[10]. Ce dernier qui est ministre de la Défense laisse son poste à Mohammed ben Salmane Al Saoud.
  - la présidente de Corée du Sud Park Geun-hye nomme Lee Wan-koo comme nouveau Premier ministre.
- 24 janvier : l'otage japonais Haruna Yukawa enlevé en août 2014 en Syrie et détenu par des djihadistes de l'État islamique est tué par décapitation[11].
- 25 janvier :
  - bataille de Monguno, au Nigéria.
  - lors du 1er tour des élections législatives aux Comores, l'UPDC du président Ikililou Dhoinine remporte 2 sièges avec 18,5 % des voix et le parti JUWA de l'ancien président Ahmed Abdallah Mohamed Sambi remporte 1 siège avec 18 % des voix. Un second tour aura lieu le 22 février prochain afin d'attribuer les 21 sièges restants.
  - le parti de la gauche radicale SYRIZA emmené par Aléxis Tsípras remporte les élections législatives en Grèce avec 36,34 % des voix tandis que le parti Nouvelle Démocratie du premier ministre sortant Antónis Samarás recueille 27,81 % et le PASOK du vice-Premier ministre et ministre des Affaires étrangères Evángelos Venizélos s'effondre ne recueillant que 4,68 %.
  - Edgar Lungu entre en fonction comme président de la Zambie et succède à Guy Scott qui assurait l'intérim depuis le décès de Michael Sata.
  - le ministre centrafricain de la Jeunesse et des Sports, Armel Ningatoloum Sayo est enlevé à Bangui par un groupe d'hommes armés.
  - Miss Colombie 2014 Paulina Vega remporte la 63e élection du concours de beauté Miss Univers à Doral aux États-Unis.
- 26 janvier :
  - Aléxis Tsípras, vainqueur des législatives en Grèce, est investi Premier ministre lors d'une cérémonie présidée par le président Károlos Papoúlias. Il succède à Antónis Samarás.
  - un avion de combat grec F-16 qui devait effectuer des manœuvres dans le cadre d'un entrainement organisé par l'OTAN s'écrase au décollage de la base de Los Llanos à Albacete en Espagne. Dans son crash, l'avion de combat heurte d'autres aéronefs et tue plusieurs personnes se trouvant sur le tarmac. 11 militaires sont morts (9 Français et 2 Grecs) et 20 ont été blessés.
  - Libby Lane est ordonnée lors d’une cérémonie en la cathédrale d'York, devenant ainsi la première femme évêque de l'église anglicane.
- 27 janvier :
  - Commémorations du 70e anniversaire de la libération du camp d'extermination d'Auschwitz-Birkenau en présence de 42 délégations dont les présidents allemand Joachim Gauck, français François Hollande et ukrainien Petro Porochenko, du ministre américain au Trésor Jacob Lew et de Sergueï Ivanov, chef de l'administration présidentielle russe, ainsi que des rois de Belgique et des Pays-Bas.
  - une attaque suicide contre le Grand hôtel Corinthia (en) de Tripoli en Libye, perpétrée par des terroristes portant sur eux des explosifs fait 9 morts dont 5 étrangers[12].
- 29 janvier :
  - attentat de la NOS à Hilversum (Pays-Bas). La police arrive à arrêter l'homme armé sans que l'incident ne fasse de victimes.
  - une explosion dans une maternité de Mexico fait au moins trois morts (deux nourrissons et une infirmière) et plus de 70 blessés. Une fuite dans un tuyau du camion de gaz qui livrait l’hôpital au moment de l’explosion, serait à l’origine de cette dernière[13].
- 29 au 31 janvier : lors du 4e scrutin de l'élection présidentielle en Italie le 31 janvier, le juge à la Cour constitutionnelle Sergio Mattarella est élu président de la République avec 665 suffrages.
- 29 janvier au 4 février : l’armée tchadienne intervient contre Boko Haram, repousse une attaque à Bodo au Cameroun, puis prend le contrôle de Gamboru au Nigéria ; les djihadistes contre-attaquent à Fotokol et massacrent 80 à 400 civils avant d’être repoussés.
- 30 janvier : le président zimbabwéen Robert Mugabe est élu nouveau président de l'Union africaine et succède au président mauritanien Mohamed Ould Abdel Aziz.
- 31 janvier :
  - le journaliste japonais Kenji Goto, enlevé en octobre 2014 en Syrie et retenu en otage par des djihadistes de l'État islamique, est tué par décapitation[14].
  - en Italie, le juge constitutionnel Sergio Mattarella est élu président de la République italienne au quatrième tour de scrutin.